# Guy Smith
Pour les articles homonymes, voir Smith.
Guy Smith, né le 12 septembre 1974 à Beverley (Angleterre), est un pilote automobile anglais.

## Palmarès
- Champion 1995 de Formule Renault Britannique
- 3e du championnat Indy Lights 1998
- Vainqueur des 24 Heures du Mans 2003

## Résultats aux 24 Heures du Mans
| Année | Voiture                  | Équipe                    | Équipiers                                  | Résultat  |
| ----- | ------------------------ | ------------------------- | ------------------------------------------ | --------- |
| 2000  | Reynard 2KQ-LM (de)-Judd | Johansson-Matthews Racing | Stefan Johansson / Jim Matthews            | Abandon   |
| 2001  | Bentley Speed 8          | Team Bentley              | Martin Brundle / Stéphane Ortelli          | Abandon   |
| 2003  | Bentley Speed 8          | Team Bentley              | Rinaldo Capello / Tom Kristensen           | Vainqueur |
| 2004  | Audi R8                  | Audi Sport UK Team Veloqx | Jamie Davies / Johnny Herbert              | 2e        |
| 2008  | Lola B05/40-AER          | Quifel ASM Team           | Miguel Amaral / Olivier Pla                | 20e       |
| 2010  | Lola B10/60-Rebellion    | Rebellion Racing          | Andrea Belicchi / Jean-Christophe Boullion | Abandon   |
| 2011  | Lola B10/60-Toyota       | Rebellion Racing          | Andrea Belicchi / Jean-Christophe Boullion | Abandon   |